# Bedřich Utitz
Bedřich Utitz (20. listopadu 1920 Vídeň – 13. února 2017 Praha) byl český válečný veterán a novinář.

## Život
Narodil se ve Vídni do židovské rodiny původem z Čech. Ve 12 letech jeho věku se rodina přestěhovala do Prahy, protože odtud pocházel jeho otec. V Praze studoval německé reálné gymnázium ve Štěpánské ulici a odmaturoval v září 1938. Dne 30. dubna 1939 emigroval přes organizaci Černá růže do Palestiny. V roce 1940 se dostal do armády a sloužil v československé jednotce. S 200. protiletadlovým plukem se účastnil obrany Tobrúku. Později jej přijali do důstojnické školy v Haifě a v roce 1943 se přesunul do Británie. Zúčastnil se v řadách Československé samostatné obrněné brigády se na podzim 1944 obléhání Dunkerque proti útočné vozbě (OKPÚV) v Oddílu kanónů. V lednu 1945 byl německou armádou při hlídce zajat a přesunut do Dunkerque. V dubnu 1945, po dvou měsících jeho zajetí, proběhla jeho výměna za německé zajatce. Po válce zamířil zpátky do Prahy a začal studovat chemii, vysokou školu ale brzy opustil. V roce 1946 nastoupil do České tiskové kanceláře a v roce 1949 do Telepressu. Po jeho rozpadu pracoval v Ústavu pro experimentální chirurgii v Krči jako knihovník a dokumentarista. Od roku 1954 pracoval v Československém rozhlasu. Začínal v německojazyčném vysílání a vypracoval se až na vedoucího ústřední redakce zahraničního vysílání. V letech 1963–1965 pracoval v americkém rozhlasovém vysílání na Kubě. Později se stal zpravodajem Čs. rozhlasu. Po
návratu z Kuby vedl až do okupace Československa vojsky Varšavské smlouvy v roce 1968 německou sekci zahraničního vysílání rozhlasu. V roce 1968 zamířil do SRN, nejprve na roční neplacenou dovolenou. V roce 1969 zůstal v emigraci, kde sehnal práci na tiskovém oddělení německého ministerstva zahraničí. V roce 1971 spolu s Adolfem Müllerem založil v Kolíně nad Rýnem nakladatelství Index. Toto nakladatelství bylo zrušeno v roce 1989. Nakladatelství Index vydalo do konce 80. let na 200 titulů v Československu zakázaných autorů. Po listopadu 1989 působil jako dopisovatel řady českých médií. V roce 1998 převzal Řád Tomáše Garrigua Masaryka. V dubnu 2014 obdržel Cenu Arnošta Lustiga za rok 2013.